# Défaut topologique
En cosmologie, un défaut topologique est une configuration souvent stable de matière que certaines théories prédisent avoir été formée lors des transitions de phase de l'univers primitif.
Selon la nature des brisures de symétrie, on suppose la formation de nombreux solitons au travers du mécanisme de Brout-Englert-Higgs-Hagen-Guralnik-Kibble. Les défauts topologiques les plus courants sont les monopôles magnétiques, les cordes cosmiques, les murs de domaine, les skyrmions et les textures. L'on distinguera, selon l'authenticité du vide vers lequel l'univers tend pour un temps infini, les faux défauts et les vrais défauts, si le potentiel tend vers le faux vide et le vrai vide respectivement.
Alors que l'univers s'est dilaté et refroidi, les symétries des lois physiques ont commencé à se briser dans les zones qui s'étendaient à la vitesse de la lumière. Les défauts topologiques sont apparus dans les zones où différentes régions sont entrées en contact.
De nombreux types de défauts topologiques sont possibles, entre autres :
- Les murs de domaine, des membranes bidimensionnelles qui se forment lorsqu'une symétrie discrète est brisée au cours d'une transition de phase. Ces « murs » divisent l'univers en cellules discrètes ;
- Les cordes cosmiques, des cordes unidimensionnelles qui se forment lorsqu'une symétrie axiale ou cylindrique est brisée ;
- Les monopôles, des points qui se forment lorsqu'une symétrie sphérique est brisée. On leur prédit généralement une charge magnétique non nulle ;
- Les textures, qui se forment quand des groupes de symétrie plus compliqués se brisent. Elles ne sont ni stables ni localisées.

Les défauts topologiques sont des phénomènes à très haute énergie et sont pratiquement impossible à réaliser sur Terre, mais sont théoriquement observables dans l'Univers.
Cependant, aucun défaut n'a à ce jour été observé, et certains types ne sont pas cohérents avec les observations actuelles : les murs de domaine et monopôles, en particulier, induiraient des déviations suffisamment nettes pour être vues. Ainsi, les théories qui prédisent leur formation dans l'univers observable peuvent pour la plupart être éliminées.
En revanche, les cordes cosmiques pourraient avoir un rôle dans la structure à grande échelle de l'Univers. Les textures n'ont pas non plus d'effet remarquable et sont envisageables.